# Jeanne-Agnès Ayadokoun
Jeanne-Agnès Ayaba Mahougbé Ayadokoun, née le 13 mai 1954, est une magistrate béninoise œuvrant pour l'amélioration des droits des femmes dans le domaine d’héritages des biens immobiliers en particulier.  
Elle est membre du Conseil supérieur de la magistrature du Bénin ainsi que de plusieurs associations nationaux et internationaux. Elle préside la section béninoise de l'Association internationale des femmes juges.  

## Biographie

### Enfance et formations
Jeanne-Agnès Ayadokoun est née le 13 mai 1954. Elle obtient une maîtrise en sciences juridiques en 1981 à l’Université d’Abomey-Calavi. Elle effectue l'année d'après un stage académique en magistrature au Centre de Formation Administrative et de Perfectionnement de Cotonou. Puis en 1983,  un  stage de  perfectionnement  en magistrature à la section internationale de l’École Nationale de Magistrature de Paris. 
Elle obtient en 2000, un diplôme d’études appliquées en droits de l’homme et démocratie à la chaire UNESCO à l’Université d’Abomey-Calavi.

### Carrière
Jeanne-Agnès Ayadokoun commence sa carrière comme juge des biens au tribunal de première instance de Cotonou. En 1988, elle est juge d’instruction au tribunal de première  instance de Porto-Novo sur une durée de deux ans.  Elle est ensuite, en 1990, présidente du tribunal de première instance de Porto-Novo. En 1997, elle occupe  le  poste  de  conseiller  à  la  cour  d’appel de Cotonou, et préside pendant deux ans la chambre d’accusation. Dans les années 1999, elle est présidente de la première chambre de droit traditionnel à la cour d’appel de Cotonou. Puis en 2001, conseillère à la cour Suprême. 
Elle enseigne la procédure de droit civil local à l’Ecole Nationale d’Administration et de Magistrature à l’Université d’Abomey-Calavi. 
Admise par un décret en 2014 à faire valoir ses droits de pensions de retraites, ayant atteint ses 60 ans.  En 2018, elle est nommée inspectrice à l'inspection générale des services juridiques,. 
Jeanne-Agnès Ayadokoun œuvre pour l'amélioration des droits des  femmes, en particulier dans le domaine d’héritages des biens immobiliers. Elle est membre du Conseil supérieur de la magistrature du Bénin.

## Vie associative
Jeanne-Agnès Ayadokoun a été simultanément secrétaire adjointe aux affaires sociales du syndicat des magistrats du Bénin et secrétaire aux affaires sociales de l’Union Nationale des Magistrats du Bénin (UNAMAB). Au bureau de l'Unamab, elle est Secrétaire chargée de la formation professionnelle. Elle préside la section béninoise de l’Association internationale des femmes juges.